# Javanen
Javanen wonen voornamelijk op het eiland Java in Indonesië en in de buurlanden van Indonesië zoals Maleisië, Singapore, Hongkong, Taiwan. Anderen zijn uitgeweken naar Suriname en Nieuw-Caledonië. Er wonen ook Javanen in Europa waaronder Nederland.
Een Javaan is iemand die
- afkomstig is van Midden- of Oost-Java (orang Jawa; wang Jawa; wong Jawa; tiyang Jawi) of ruimer gezien van Javaanse afkomst is (Jawa asli);
- het Javaans als moedertaal heeft:

## Aantal en verspreiding

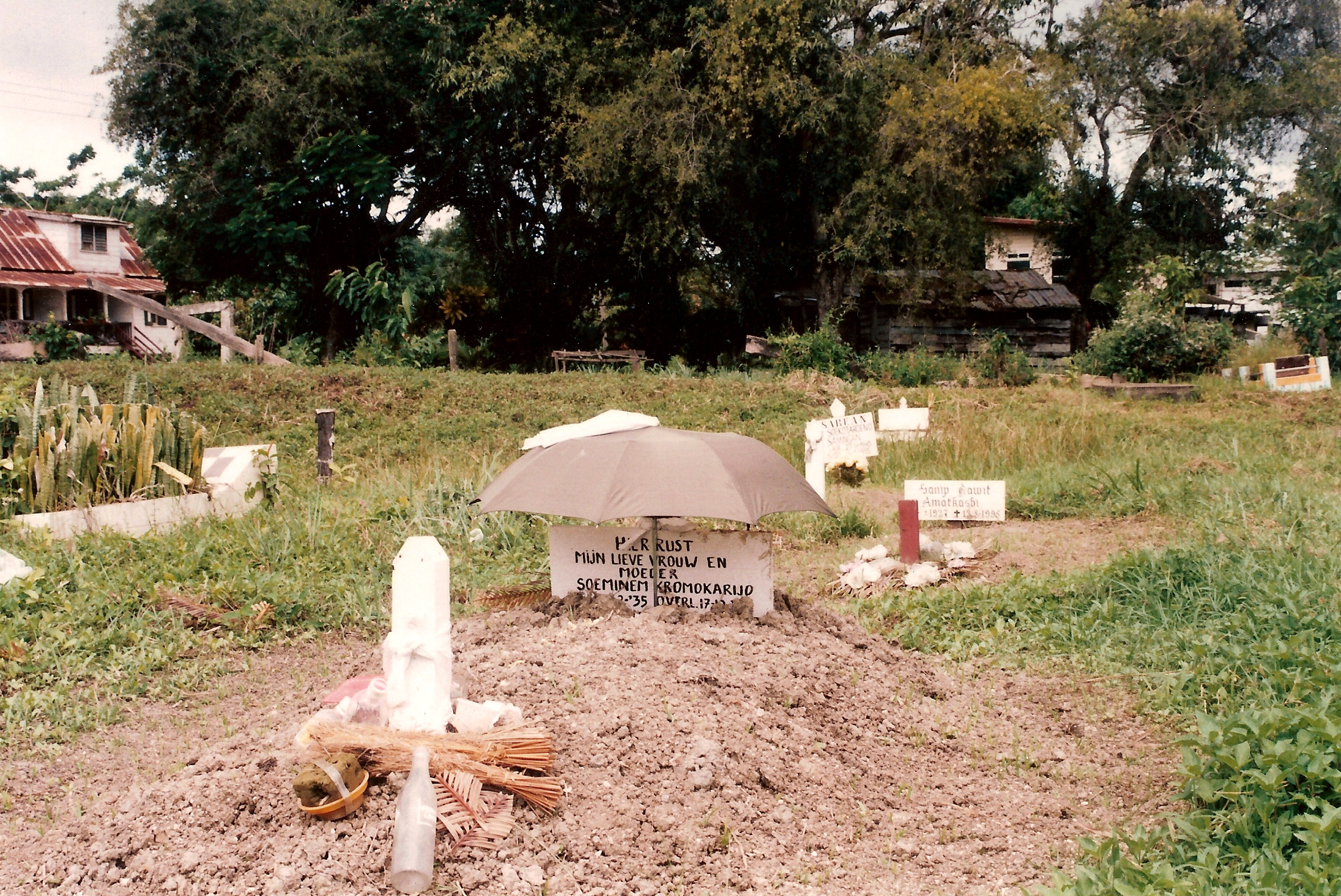
Javaanse begraafplaats in Nieuw-Amsterdam (Suriname)

Volgens het eerste criterium is het aantal Javanen tussen de 80 en 100 miljoen te schatten. De Javanen van Suriname kwamen uit heel Java en behoorden niet allemaal tot de Javaanse etniciteit. Het merendeel was afkomstig van Midden-Java, met name uit de regio's Kedoe en Surakarta. Alle andere niet-Javanen (waaronder Soendanezen, Madoerezen, Sumatranen, Balinezen) werden geassimileerd. Zo is Iding Soemita, oud-leider van de Surinaamse politieke partij Kaum Tani Persatuan Indonesia, etnisch geen Javaan maar een Soendanees.

## Religie en geloof
De meerderheid van de Javanen is moslim. Veel Javanen zijn echter ook christelijk, hindoeïstisch of boeddhistisch.
Verder is er nog kejawen of kebatinan, een exclusief Javaans geloof, met animistische, hindoeïstische, boeddhistische en later ook islamitische invloeden. Het was een publiek geheim dat zowel Soekarno als Soeharto aanhangers waren van dit geloof. Soeharto is later, om politieke redenen, een meer islamitische koers gaan varen. In de jaren 70 is in Indonesië nog een poging gedaan om kejawen te laten registreren als een officiële religie.
De laatste jaren is kejawen weer in opkomst als tegenbeweging op de groeiende invloed van de orthodoxe islam. Eveneens wordt kejawen beschouwd als de religie van het pre-islamitische Majapahit koninkrijk, een referentie voor veel nationalistische Indonesiërs en Javanen als voorbeeld van een grote Indonesische natie.